# Coppa Italia 2002-2003 (turni preliminari)
Questa voce raccoglie un approfondimento sulle gare dei turni preliminari dell'edizione 2002-2003 della Coppa Italia di calcio.

## Primo turno

### Girone 1

#### Risultati
| Arbitro: | Trentalange (Torino) |

|                     |           |                                       |
| Deflorio 25’ (rig.) | Marcatori | 11’ Mutarelli 76’ (rig.) De Francesco |

| Arbitro: | Collina (Viareggio) |

|                                 |           |  |
| Volpi 29’ Flachi 34’ Pedone 76’ | Marcatori |  |

| Arbitro: | De Marco (Chiavari) |

|                |           |              |
| Tiribocchi 49’ | Marcatori | 26’ Citterio |

| Arbitro: | Bolognino (Milano) |

|                  |           |                       |
| De Francesco 57’ | Marcatori | 3’ Flachi 59’ Bazzani |

| Arbitro: | Girardi (San Donà di Piave) |

|           |           |                       |
| Pinga 13’ | Marcatori | 24’ (rig.) Carparelli |

| Arbitro: | Trefoloni (Siena) |

|                      |           |              |
| Carruezzo 28’ (rig.) | Marcatori | 14’ Iacopino |

#### Tabella riassuntiva
| Squadra      | P.ti | G | V | N | P | GF | GS | DR |
| ------------ | ---- | - | - | - | - | -- | -- | -- |
| 1. Sampdoria | 7    | 3 | 2 | 1 | 0 | 6  | 2  | +4 |
| 2. Genoa     | 4    | 3 | 1 | 1 | 1 | 4  | 4  | 0  |
| 3. Lucchese  | 2    | 3 | 0 | 2 | 1 | 3  | 4  | -1 |
| 4. Siena     | 2    | 3 | 0 | 2 | 1 | 2  | 5  | -3 |

### Girone 2

#### Risultati
| Arbitro: | Bergonzi (Genova) |

|                           |           |              |
| Araboni 9’ Salandra 90+4’ | Marcatori | 31’ Ginestra |

| Arbitro: | Brighi (Cesena) |

|  |           |                                     |
|  | Marcatori | 6’ Jeda 72’ Margiotta 78’ Zanchetta |

| Arbitro: | Dondarini (Finale Emilia) |

|                          |           |          |
| Ginestra 60’ (rig.), 80’ | Marcatori | 27’ Coti |

| Arbitro: | Girardi (San Donà di Piave) |

|                                         |           |             |
| Marcolini 38’ Zanchetta 42’ Schwoch 55’ | Marcatori | 30’ Araboni |

| Arbitro: | Castellani (Verona) |

|             |           |                            |
| Bertani 45’ | Marcatori | 69’ Zanchetta 86’ Veronese |

| La Spezia 11 settembre 2002, ore 20:45 CEST 3ª giornata | Spezia         | 0 – 0 referto | AlbinoLeffe | Stadio Alberto Picco (552 spett.)\| Arbitro: \| Pieri (Genova) \| |
| Arbitro:                                                | Pieri (Genova) |               |             |                                                                   |

#### Tabella riassuntiva
| Squadra        | P.ti | G | V | N | P | GF | GS | DR |
| -------------- | ---- | - | - | - | - | -- | -- | -- |
| 1. Vicenza     | 9    | 3 | 3 | 0 | 0 | 8  | 2  | +6 |
| 2. AlbinoLeffe | 4    | 3 | 1 | 1 | 1 | 3  | 4  | -1 |
| 3. Venezia     | 3    | 3 | 1 | 0 | 2 | 4  | 5  | -1 |
| 4. Spezia      | 1    | 3 | 0 | 1 | 2 | 1  | 5  | -4 |

### Girone 3

#### Risultati
| Arbitro: | Preschern (Mestre) |

|                       |           |  |
| Beretta 4’ Ciullo 21’ | Marcatori |  |

| Arbitro: | Girardi (San Donà di Piave) |

|                                             |           |           |
| Turato 31’ Amore 66’ (rig.) Ghirardello 85’ | Marcatori | 47’ Gallo |

| Arbitro: | Messina (Bergamo) |

|           |           |  |
| Vieri 24’ | Marcatori |  |

| Arbitro: | Nucini (Bergamo) |

|           |           |                              |
| Pianu 59’ | Marcatori | 25’ Ciullo 45’ (rig.) Zanini |

| Arbitro: | Racalbuto (Gallarate) |

|               |           |             |
| Reginaldo 52’ | Marcatori | 76’ Cossato |

| Trieste 11 settembre 2002, ore 20:30 CEST 3ª giornata | Triestina       | 0 – 0 referto | Cittadella | Stadio Nereo Rocco (2.500 spett.)\| Arbitro: \| Treossi (Forlì) \| |
| Arbitro:                                              | Treossi (Forlì) |               |            |                                                                    |

#### Tabella riassuntiva
| Squadra       | P.ti | G | V | N | P | GF | GS | DR |
| ------------- | ---- | - | - | - | - | -- | -- | -- |
| 1. Triestina  | 7    | 3 | 2 | 1 | 0 | 4  | 1  | +3 |
| 2. Cittadella | 4    | 3 | 1 | 1 | 1 | 3  | 2  | +1 |
| 3. Verona     | 4    | 3 | 1 | 1 | 1 | 2  | 3  | -1 |
| 4. Treviso    | 1    | 3 | 0 | 1 | 2 | 3  | 6  | -3 |

### Girone 4

#### Risultati
| Arbitro: | De Marco (Chiavari) |

|                         |           |                      |
| Cimarelli 33’ Villa 73’ | Marcatori | 25’ (rig.) Di Natale |

| Arbitro: | Pieri (Genova) |

|                        |           |           |
| Protti 74’ (rig.), 76’ | Marcatori | 33’ Suazo |

| Arbitro: | Brighi (Cesena) |

|  |           |               |
|  | Marcatori | 64’ Cammarata |

| Arbitro: | Trefoloni (Siena) |

|                        |           |                    |
| Belleri 2’ Saudati 47’ | Marcatori | 45+3’ Danilevičius |

| Arbitro: | Rizzoli (Bologna) |

|                                             |           |  |
| Vannucchi 27’ Saudati 65’ (rig.) Rocchi 69’ | Marcatori |  |

| Arbitro: | Bergonzi (Genova) |

|                                                  |           |                       |
| Protti 5’ Danilevičius 25’ Frer Negro 38’ (aut.) | Marcatori | 60’ Vigiani 66’ Ferro |

#### Tabella riassuntiva
| Squadra      | P.ti | G | V | N | P | GF | GS | DR |
| ------------ | ---- | - | - | - | - | -- | -- | -- |
| 1. Empoli    | 6    | 3 | 2 | 0 | 1 | 6  | 3  | +3 |
| 2. Livorno   | 6    | 3 | 2 | 0 | 1 | 6  | 5  | +1 |
| 3. Pistoiese | 3    | 3 | 1 | 0 | 2 | 4  | 5  | -1 |
| 4. Cagliari  | 3    | 3 | 1 | 0 | 2 | 2  | 5  | -3 |

### Girone 5

#### Risultati
| Arbitro: | Cruciani (Pesaro) |

|                                     |           |  |
| Ganz 59’, 67’ Montervino 89’ (rig.) | Marcatori |  |

| Arbitro: | Rizzoli (Bologna) |

|              |           |               |
| Cecchini 87’ | Marcatori | 65’ Chevantón |

| Arbitro: | Bertini (Arezzo) |

|                      |           |                   |
| Chevantón 35’ (rig.) | Marcatori | 45+1’, 47’ Tarana |

| Arbitro: | Paparesta (Bari) |

|              |           |  |
| Speranza 52’ | Marcatori |  |

| Arbitro: | Brighi (Cesena) |

|                                      |           |                         |
| Di Venanzio 26’ Bonfiglio 58’ (rig.) | Marcatori | 2’ Silvestri 7’ Corallo |

| Arbitro: | Gabriele (Frosinone) |

|  |           |                |
|  | Marcatori | 86’ Montervino |

#### Tabella riassuntiva
| Squadra    | P.ti | G | V | N | P | GF | GS | DR |
| ---------- | ---- | - | - | - | - | -- | -- | -- |
| 1. Ancona  | 9    | 3 | 3 | 0 | 0 | 6  | 1  | +5 |
| 2. Ascoli  | 4    | 3 | 1 | 1 | 1 | 3  | 5  | -2 |
| 3. Lecce   | 2    | 3 | 0 | 2 | 1 | 4  | 5  | -1 |
| 4. Pescara | 1    | 3 | 0 | 1 | 2 | 1  | 3  | -2 |

### Girone 6

#### Risultati
| Arbitro: | Palanca (Roma 1) |

|                                   |           |                         |
| Pierotti 17’ Vignaroli 18’ (rig.) | Marcatori | 4’ Borgobello 85’ Brevi |

| Arbitro: | Morganti (Ascoli Piceno) |

|  |           |                                     |
|  | Marcatori | 9’ Husaín 58’ Montezine 89’ Baldini |

| Arbitro: | Bergonzi (Genova) |

|                                           |           |                                   |
| Zaniolo 34’ (rig.) D'Aversa 44’ Brevi 82’ | Marcatori | 14’, 33’ Tisci 46’ Ferreira Pinto |

| Arbitro: | Rodomonti (Roma 1) |

|                 |           |               |
| Sesa 59’ (rig.) | Marcatori | 78’ Vignaroli |

| Arbitro: | Tombolini (Ancona) |

|                        |           |               |
| Ferreira Pinto 1’, 55’ | Marcatori | 63’ Vignaroli |

| Arbitro: | De Santis (Roma 1) |

|                     |           |  |
| Frick 60’ Gissi 79’ | Marcatori |  |

#### Tabella riassuntiva
| Squadra        | P.ti | G | V | N | P | GF | GS | DR |
| -------------- | ---- | - | - | - | - | -- | -- | -- |
| 1. Ternana     | 5    | 3 | 1 | 2 | 0 | 7  | 5  | +2 |
| 2. Napoli      | 4    | 3 | 1 | 1 | 1 | 4  | 3  | +1 |
| 3. Lanciano    | 4    | 3 | 1 | 1 | 1 | 5  | 7  | -2 |
| 4. Salernitana | 2    | 3 | 0 | 2 | 1 | 4  | 5  | -1 |

### Girone 7

#### Risultati
| Catania 18 agosto 2002, ore 20:30 CEST 1ª giornata | Catania            | 0 – 0 referto | Crotone | Stadio Angelo Massimino (10.000 spett.)\| Arbitro: \| Cannella (Palermo) \| |
| Arbitro:                                           | Cannella (Palermo) |               |         |                                                                             |

| Arbitro: | Dattilo (Locri) |

|  |           |                    |
|  | Marcatori | 84’ (rig.) Spinesi |

| Arbitro: | Tombolini (Ancona) |

|                                                        |           |  |
| Demartis 25’ (aut.) Spinesi 61’ Córdova 87’ Mora 90+1’ | Marcatori |  |

| Crotone 25 agosto 2002, ore 20:30 CEST 2ª giornata | Crotone         | 0 – 0 referto | Cosenza | Stadio Ezio Scida (4.500 spett.)\| Arbitro: \| Dattilo (Locri) \| |
| Arbitro:                                           | Dattilo (Locri) |               |         |                                                                   |

| Arbitro: | Cassarà (Palermo) |

|           |           |                                                    |
| Bucchi 5’ | Marcatori | 3’ Zampagna 6’ Antonelli Agomeri 60’ Marco Aurélio |

| Arbitro: | Palmieri (Cosenza) |

|                                                  |           |                |
| Anaclerio 23’ Valdés 41’ Neqrouz 54’ Spinesi 70’ | Marcatori | 52’ Pagliarini |

#### Tabella riassuntiva
| Squadra    | P.ti | G | V | N | P | GF | GS | DR |
| ---------- | ---- | - | - | - | - | -- | -- | -- |
| 1. Bari    | 9    | 3 | 3 | 0 | 0 | 9  | 1  | +8 |
| 2. Cosenza | 4    | 3 | 1 | 1 | 1 | 3  | 2  | +1 |
| 3. Crotone | 1    | 2 | 0 | 1 | 1 | 1  | 4  | -3 |
| 4. Catania | 0    | 2 | 0 | 0 | 2 | 1  | 7  | -6 |

### Girone 8

#### Risultati
| Arbitro: | Palmieri (Cosenza) |

|           |           |             |
| Sullo 28’ | Marcatori | 81’ Mascara |

| Arbitro: | Ayroldi (Molfetta) |

|  |           |                                     |
|  | Marcatori | 16’ Nakamura 36’ Savoldi 78’ Mozart |

| Arbitro: | Gabriele (Frosinone) |

|                                              |           |  |
| Maniero 27’ (rig.), 54’ Mascara 61’ Asta 86’ | Marcatori |  |

| Reggio Calabria 25 agosto 2002, ore 20:30 CEST 2ª giornata | Reggina            | 0 – 0 referto | Messina | Stadio Oreste Granillo (30.000 spett.)\| Arbitro: \| De Santis (Roma 1) \| |
| Arbitro:                                                   | De Santis (Roma 1) |               |         |                                                                            |

| Arbitro: | Palanca (Roma 1) |

|  |           |          |
|  | Marcatori | 78’ León |

| Arbitro: | Ayroldi (Molfetta) |

|              |           |  |
| Cariello 49’ | Marcatori |  |

#### Tabella riassuntiva
| Squadra    | P.ti | G | V | N | P | GF | GS | DR |
| ---------- | ---- | - | - | - | - | -- | -- | -- |
| 1. Reggina | 7    | 3 | 2 | 1 | 0 | 4  | 0  | +4 |
| 2. Palermo | 4    | 3 | 1 | 1 | 1 | 5  | 2  | +3 |
| 3. Taranto | 3    | 3 | 1 | 0 | 2 | 1  | 7  | -6 |
| 4. Messina | 2    | 3 | 0 | 2 | 1 | 1  | 2  | -1 |

La terza giornata dei gironi eliminatori era totalmente in programma il giorno 11 settembre 2002, ma diverse partite vennero anticipate in seguito al parere favorevole espresso dalle società di Serie B  ad anticipare a domenica 8 settembre 2002 le gare di società, non impegnate nel Campionato di Serie
C, che ne avevano fatto richiesta.